# Società del Casino Pedrocchi
La Società del Casino Pedrocchi è un club per gentiluomini di Padova.

## Storia
Il Circolo fu istituito nel 1855 e ha avuto sede fino al 1949 nelle sale superiori dell'omonimo Caffè.
La sede del circolo fu trasferita in Palazzo Zabarella nel 1949 e vi restò sino al 1988.
Dal 1999 sino ai giorni nostri, il sodalizio ha sede in Palazzo Orsato Lazara Giusti del Giardino.
Nel 2012 il circolo aveva 205 soci, tutti uomini.

## Sede
L'attuale sede del circolo, Palazzo Orsato Lazara Giusti del Giardino, si trova in Via San Francesco n. 87.
Costruito nel XV secolo, il palazzo fu residenza degli Orsato, illustre famiglia padovana, il cui stemma è ancora visibile sulla colonna posta nell'androne d'entrata. 
Nel 1574 il palazzo ospitò il Re di Francia e Polonia Enrico III Valois.
Durante la prima guerra mondiale ospitò l'allora Re d'Italia Vittorio Emanuele III.